# مغالطه لحن بیان
مغالطه لحن بیان یا (به انگلیسی: Fallacy of accent) یک اشتباه منطقی در ذهن انسان است که لحن بیان جایگزین معانی واژگان در آن برهه زمانی می‌شود و استدلال را به خطا می‌کشاند.
معادل‌های جایگزین: مغلطهٔ تکیهٔ صدا، مغلطهٔ اکسان، مغلطهٔ عروض، بیان غلط‌انداز.

## مانند نمونه
شخص اول (پلیس): تو شلیک کردی و یک نفر را کشتی؟ (با صدای بسیار بلند و گیرا)
شخص دوم (مشکوک به قتل): دچار استرس و ترس می‌شود و مداوم با خودش زمزمه می‌کند:من شلیک کردم؟!! من شلیک کردم؟ !!
شخص اول (پلیس): از گفتار شخص دوم نتیجه‌گیری می‌کند که او آن قتل را انجام داده‌است و آنرا در پرونده درج می‌کند.
گفتار شخص دوم (مشکوک به قتل) حالتی از پرسش و ترس و استرس می‌باشد که شخص اول (پلیس) به اشتباه معنی اشتباهِ "من شلیک کردم" را جایگزین بیان واقعی "من شلیک کردم؟!!، من شلیک کردم؟ !!" می‌کند. (نحوه بیان پرسشی و ابهامی و احساسی بوده‌است اما نتیجه‌گیری به صورت واضح و بدون هیچ شکی انجام گرفته‌است)